# Cofradía de Nuestro Padre Jesús Nazareno (Albacete)
La Cofradía de Nuestro Padre Jesús Nazareno es una cofradía de la Semana Santa de Albacete (España).
Tiene su sede canónica en la Catedral de San Juan Bautista de Albacete. Fue fundada en 1884 como asociación religiosa en torno a la imagen del Nazareno venerada en la Catedral. 
Cuenta con seis imágenes: Nuestro Padre Jesús Nazareno (1943), Nuestra Señora de la Piedad (principios del siglo XIX), El Santo Sepulcro (1945), El Descendimiento (1952), La Verónica (1954) y Apóstol Santiago El Mayor (1994).
Presidida en la actualidad por Dña. María Teresa Cifuentes Romero.
Su hábito está compuesto por capuz morado, túnica blanca y capa amarilla.

### Historia de la Cofradía
En 1884 se crea "La Asociación Religiosa de Nuestro Padre Jesús Nazareno", adquiere dicha advocación, ya que poseía una escultura del Nazareno (según cuentan historiadores como García-Saúco, tenía cierta inspiración murciana), pero en 1936 es destruida. Más tarde en 1942, se encarga a José Díes realizar la imagen del nuevo nazareno para la cofradía.
Durante 1885 ocurre una epidemia de cólera que atacó enormemente la ciudad, pero milagrosamente, ninguno de los miembros de la cofradía falleció, desde entonces la cofradía adquiere una gran admiración en la ciudad de Albacete 

### Jesús Nazareno (1943)
José Díes realiza: "imagen de Nazareno para vestir, de 170 centímetros, con cruz y potencias, sobre peana procesional, para Semana Santa de Albacete, 1943"  Realizada con madera policromada, vistiendo una túnica morada, portando la cruz sobre el hombro, corona de espinas y potencias. Es importante mencionar que el autor modela un rostro expresivo y dramático, con mirada profunda, además de un detallismo en la barba y para las manos tomo las propias del autor como referencia.
Iconográficamente recoge el momento del "Cristo con la cruz a cuestas" en dirección al monte del Gólgota. A su vez, tiene cierta inspiración del barroco, donde se pierde el carácter triunfal representado entre los siglos XVI y XV, y pasa a un carácter mas sufrido.

### La Verónica (1954)
Esta cofradía encarga la imagen de "La Verónica" al escultor, José Díes en 1954 y de esta manera devolver a la ciudad una imagen perdida a causa de la Guerra Civil.
La imagen de madera policromada al completo (siendo de las pocas en la ciudad con esta peculiaridad), representa a esa mujer que salía de su casa cuando Jesús pasaba durante el camino del Calvario, en ese momento Jesús cae por el cansancio y Verónica le limpia el sudor de la cara con un paño, que milagrosamente deja impregnada el rostro de Cristo. El autor recoge el momento de una mujer conmovida por lo sucedido junto a una mirada profunda hacia Cristo
Esta imagen es protagonista en una de las procesiones más esperadas por los albaceteños, tiene lugar en la mañana del Jueves Santo, momento que la Verónica se encuentra con Jesús el Nazareno. Tradicionalmente, tiene lugar en el Altozano de Albacete  

### El descendimiento (1952)
La junta de gobierno de la Cofradía decide encargar en 1949 un paso monumental al escultor valenciano José Díes, quien estudia detenidamente la propuesta para representar el momento que Cristo es bajado de la cruz, para ello, propone el 1 de mayo de 1950, cuatro bocetos, y tras varias negociaciones se llega a la conclusión de un "conjunto escultórico de siete figuras de madera policromada por sesenta mil pesetas, además el embalaje y transporte de la obra sería por cuenta de la junta de gobierno. Posteriormente el 15 de junio de 1951, la junta recibe una carta del escultor diciendo lo siguiente: "He conseguido un conjunto magnífico, con ambiente propio (...) yo creo les ha de gustar, como gusta a cuantos lo han visto, superando mucho el boceto" y durante estos meses, el autor mandó varias cartas contando como avanzaba la escultura y "como cada vez era mas imponente", hasta el 26 de enero de 1952, que anuncia, el fin de su elaboración. El Viernes Santo de dicho año, fue la primera vez que salió en procesión, causando una sensación de grandiosidad en los espectadores, tal fue el esplendor que la "Cofradía del Descendimiento" de Requena (Valencia) le pidió al autor una replica exacta (la cual realizó en 1953, pero con algunos retoques como alturas o ciertos pliegues).
Su peso se acerca a las tres tonelada (motivo por el cual sale en procesión con ruedas), realizado con madera de pino procedente de Suecia. 

### Procesión del Encuentro
Esta procesión tiene lugar en la mañana del Jueves Santo en la Plaza del Altozano. Se realizan dos procesión simultáneamente; la primera, tiene como protagonista a "Nuestro Padre Jesús Nazareno", acompañado de San Juan Evangelista, St. María Magdalena y Ntra. Sra. del Mayor Dolor saliendo de la Catedral hasta el Altozano, poco después sale imagen de la Verónica, en un recorrido alternativo, hasta que, alrededor de las 12 de la mañana tenga lugar el Encuentro entre "Nuestro Padre Jesús Nazareno" y "La Verónica" momento en el que el paño refleja el rostro de Cristo. Tras una oración, sucede la procesión del Encuentro hasta llegar a la Catedral de San Juan Bautista. 
Es una de las procesiones más esperadas por los albaceteños 
Tradicionalmente, esta procesión se realizaba la mañana del Viernes Santo, así lo reflejan en "El Diario de Albacete" en 1924 o 1935. Hasta 1986, así lo refleja "Crónicas de Albacete"

## Enlaces de interés
- Wikimedia Commons alberga una categoría multimedia sobre Cofradía de Nuestro Padre Jesús Nazareno.

- Datos: Q43262096